# Jürg Nievergelt

Jürg Nievergelt (1997)

Jürg Nievergelt (* 6. Juni 1938 in Luzern; † 25. Oktober 2019) war ein Schweizer Informatiker und Hochschullehrer.

## Leben und Wirken
Jürg Nievergelt wuchs in Bellinzona auf. Er studierte an der Abteilung für Mathematik und Physik der ETH Zürich und diplomierte 1962 in Mathematik bei Eduard Stiefel mit einer Arbeit über die Spieltheorie. Er wanderte daraufhin in die USA aus und doktorierte in Mathematik an der University of Illinois, wo er Professor für Informatik wurde. Diese Universität wurde durch die dort entwickelten Illiac-Computer weltbekannt. Der Bundesrat wählte ihn 1975 als ordentlichen Professor für Informatik an die ETH Zürich. Nievergelt wurde 1981 Mitgründer des neuen Departements Informatik an der ETH. Von 1985 bis 1989 war er wiederum in den USA tätig. Während eines Urlaubs an der ETH wirkte er an der University of North Carolina in dessen Informatikabteilung. Dort entwickelte er das computerunterstützte Lehrsystem Plato. Von ihm vorgeschlagene Algorithmen und Datenstrukturen wie Grid Files und Extendible Hashing sind bis heute bekannt. Nievergelt war auch ein Pionier der Informatikdidaktik. Ein Biograf bezeichnete ihn als «Allrounder unter den Informatikern».
Nievergelt emeritierte im Juni 2003.
Nach seiner Emeritierung an der ETH wirkte er an der National University of Singapore an der School of Computing mit. In einem Interview 2006 äusserte sich Nievergelt kritisch zu Vorhersagen im Bereich der Künstlichen Intelligenz.

## Schach
Nievergelt war ab 1986 Mitglied im Akademischen Schachklub (ASK) Réti in Zürich und gewann 1996 den Réti-Cup. 1957 wurde er im Alter von 19 Jahren Schweizer Juniorenmeister im Schach.

## Veröffentlichungen
- Jürg Nievergelt. In: research-collection.ethz.ch. Liste von Veröffentlichungen, abgerufen am 29. Oktober 2021.